# Коль-да-Нарго
Коль-да-Нарго́ (кат. Coll de Nargó) — муніципалітет, розташований в Автономній області Каталонія, в Іспанії. Знаходиться у районі (кумарці) Алт-Уржель провінції Лєйда, згідно з новою адміністративною реформою перебуватиме у складі Баґарії (округи) Ал Пірінеу і Аран.

## Населення
Населення міста (у 2007 р.) становить 626 осіб (з них менше 14 років — 9,6 %, від 15 до 64 — 65 %, понад 65 років — 25,4 %). У 2006 р. народжуваність склала 3 особи, смертність — 8 осіб, зареєстровано 2 шлюби. У 2001 р. активне населення становило 233 особи, з них безробітних — 6 осіб.

Серед осіб, які проживали на території міста у 2001 р., 523 народилися в Каталонії (з них 417 осіб у тому самому районі, або кумарці), 40 осіб приїхало з інших областей Іспанії, а 20 осіб приїхало з-за кордону. 

Університетську освіту має 6,2 % усього населення. 

У 2001 р. нараховувалося 222 домогосподарства (з них 27 % складалися з однієї особи, 25,2 % з двох осіб,20,7 % з 3 осіб, 17,6 % з 4 осіб, 5,4 % з 5 осіб, 3,2 % з 6 осіб, 0,5 % з 7 осіб, 0,5 % з 8 осіб і 0 % з 9 і більше осіб).

Активне населення міста у 2001 р. працювало у таких сферах діяльності: у сільському господарстві — 23,3 %, у промисловості — 16,3 %, на будівництві — 14,5 % і у сфері обслуговування — 45,8 %. 

 У муніципалітеті або у власному районі (кумарці) працює 158 осіб, поза районом — 90 осіб.

### Безробіття
У 2007 р. нараховувалося 9 безробітних (у 2006 р. — 15 безробітних), з них чоловіки становили 44,4 %, а жінки — 55,6 %.

## Економіка

### Підприємства міста

#### Промислові підприємства
| \| Промислові підприємства міста, за сферою діяльності \| Промислові підприємства міста, за сферою діяльності \| Промислові підприємства міста, за сферою діяльності \| \| Рік \| 2002 р. \| 2001 р. \| \| --------------------------------------------------- \| --------------------------------------------------- \| --------------------------------------------------- \| \| Енергетичні та водні ресурси \| 0 % \| 0 % \| \| Хімія та метали \| 0 % \| 0 % \| \| Переробка металів \| 0 % \| 0 % \| \| Продукти харчування \| 25 % \| 25 % \| \| Текстиль \| 0 % \| 0 % \| \| Виробництво меблів, видання \| 50 % \| 50 % \| \| Інше \| 25 % \| 25 % \| \| Усього підприємств \| 4 \| 4 \| |         |         |
| Промислові підприємства міста, за сферою діяльності |         |         |
| Рік | 2002 р. | 2001 р. |
| Енергетичні та водні ресурси | 0 %     | 0 %     |
| Хімія та метали | 0 %     | 0 %     |
| Переробка металів | 0 %     | 0 %     |
| Продукти харчування | 25 %    | 25 %    |
| Текстиль | 0 %     | 0 %     |
| Виробництво меблів, видання | 50 %    | 50 %    |
| Інше | 25 %    | 25 %    |
| Усього підприємств | 4       | 4       |

#### Роздрібна торгівля
| \| Підприємства роздрібної торгівлі міста, за сферою діяльності \| Підприємства роздрібної торгівлі міста, за сферою діяльності \| Підприємства роздрібної торгівлі міста, за сферою діяльності \| \| Рік \| 2002 р. \| 2001 р. \| \| ------------------------------------------------------------ \| ------------------------------------------------------------ \| ------------------------------------------------------------ \| \| Продукти харчування \| 55,6 % \| 60 % \| \| Одяг та взуття \| 0 % \| 0 % \| \| Товари для дому \| 0 % \| 0 % \| \| Книги та періодичні видання \| 0 % \| 0 % \| \| Промислова хімічна продукція \| 22,2 % \| 20 % \| \| Продукція, пов'язана з транспортними засобами \| 0 % \| 0 % \| \| Інше \| 22,2 % \| 20 % \| \| Усього підприємств \| 9 \| 10 \| |         |         |
| Підприємства роздрібної торгівлі міста, за сферою діяльності |         |         |
| Рік | 2002 р. | 2001 р. |
| Продукти харчування | 55,6 %  | 60 %    |
| Одяг та взуття | 0 %     | 0 %     |
| Товари для дому | 0 %     | 0 %     |
| Книги та періодичні видання | 0 %     | 0 %     |
| Промислова хімічна продукція | 22,2 %  | 20 %    |
| Продукція, пов'язана з транспортними засобами | 0 %     | 0 %     |
| Інше | 22,2 %  | 20 %    |
| Усього підприємств | 9       | 10      |

#### Сфера послуг
| \| Підприємства міста, що працюють у сфері послуг, за діяльністю \| Підприємства міста, що працюють у сфері послуг, за діяльністю \| Підприємства міста, що працюють у сфері послуг, за діяльністю \| \| Рік \| 2002 р. \| 2001 р. \| \| ------------------------------------------------------------- \| ------------------------------------------------------------- \| ------------------------------------------------------------- \| \| Гуртова торгівля \| 8 % \| 12 % \| \| Готелі та готельний бізнес \| 36 % \| 36 % \| \| Транспорт та зв'язок \| 24 % \| 20 % \| \| Посередницькі фінансові послуги \| 4 % \| 4 % \| \| Послуги підприємствам \| 0 % \| 0 % \| \| Послуги фізичним особам \| 28 % \| 24 % \| \| Нерухомість та ін. \| 0 % \| 4 % \| \| Усього підприємств \| 25 \| 25 \| |         |         |
| Підприємства міста, що працюють у сфері послуг, за діяльністю |         |         |
| Рік | 2002 р. | 2001 р. |
| Гуртова торгівля | 8 %     | 12 %    |
| Готелі та готельний бізнес | 36 %    | 36 %    |
| Транспорт та зв'язок | 24 %    | 20 %    |
| Посередницькі фінансові послуги | 4 %     | 4 %     |
| Послуги підприємствам | 0 %     | 0 %     |
| Послуги фізичним особам | 28 %    | 24 %    |
| Нерухомість та ін. | 0 %     | 4 %     |
| Усього підприємств | 25      | 25      |

## Житловий фонд
У 2001 р. 1,4 % усіх родин (домогосподарств) мали житло метражем до 59 м2, 14,4 % — від 60 до 89 м2, 53,6 % — від 90 до 119 м2 і 30,6 % — понад 120 м2.

З усіх будівель у 2001 р. 1,2 % було одноповерховими, 72 % — двоповерховими, 25,5 % — триповерховими, 0,6 % — чотириповерховими, 0,6 % — п'ятиповерховими, 0 % — шестиповерховими, 0 % — семиповерховими, 0 % — з вісьмома та більше поверхами.

## Автопарк
| \| Автомобілі, зареєстровані у місті, за призначенням \| Автомобілі, зареєстровані у місті, за призначенням \| Автомобілі, зареєстровані у місті, за призначенням \| \| Рік \| 2006 р. \| 2005 р. \| \| -------------------------------------------------- \| -------------------------------------------------- \| -------------------------------------------------- \| \| Приватні автомобілі \| 55,9 % \| 56,7 % \| \| Мотоцикли \| 6,5 % \| 6,5 % \| \| Вантажівки \| 31 % \| 31 % \| \| Трактори \| 0,7 % \| 0,6 % \| \| Автобуси та ін. \| 5,8 % \| 5,2 % \| \| Усього автомобілів \| 551 шт. \| 504 шт. \| |         |         |
| Автомобілі, зареєстровані у місті, за призначенням |         |         |
| Рік | 2006 р. | 2005 р. |
| Приватні автомобілі | 55,9 %  | 56,7 %  |
| Мотоцикли | 6,5 %   | 6,5 %   |
| Вантажівки | 31 %    | 31 %    |
| Трактори | 0,7 %   | 0,6 %   |
| Автобуси та ін. | 5,8 %   | 5,2 %   |
| Усього автомобілів | 551 шт. | 504 шт. |

## Вживання каталанської мови
У 2001 р. каталанську мову у місті розуміли 99,8 % усього населення (у 1996 р. — 100 %), вміли говорити нею 94 % (у 1996 р. — 94,5 %), вміли читати 85,4 % (у 1996 р. — 86,4 %), вміли писати 48,4 % (у 1996 р. — 49,9 %). Не розуміли каталанської мови 0,2 %.

## Політичні уподобання
У виборах до Парламенту Каталонії у 2006 р. взяло участь 294 особи (у 2003 р. — 345 осіб). Голоси за політичні сили розподілилися таким чином:
| \| Вибори до Парламенту Каталонії \| Вибори до Парламенту Каталонії \| Вибори до Парламенту Каталонії \| \| Рік \| 2006 р. \| 2003 р. \| \| -------------------------------------- \| ------------------------------ \| ------------------------------ \| \| Конвергенція та Єднання (CiU) \| 59,2 % \| 58 % \| \| Соціалістична партія Каталонії (PSC) \| 13,6 % \| 14,2 % \| \| Народна партія (PP) \| 1,7 % \| 6,1 % \| \| Ініціатива за зелену Каталонію (IC) \| 7,1 % \| 2 % \| \| Республіканська лівиця Каталонії (ERC) \| 16,7 % \| 17,7 % \| \| Громадянська партія (C's) \| 0,3 % \| 0 % \| \| Інші \| 1,4 % \| 2 % \| |         |         |
| Вибори до Парламенту Каталонії |         |         |
| Рік | 2006 р. | 2003 р. |
| Конвергенція та Єднання (CiU) | 59,2 %  | 58 %    |
| Соціалістична партія Каталонії (PSC) | 13,6 %  | 14,2 %  |
| Народна партія (PP) | 1,7 %   | 6,1 %   |
| Ініціатива за зелену Каталонію (IC) | 7,1 %   | 2 %     |
| Республіканська лівиця Каталонії (ERC) | 16,7 %  | 17,7 %  |
| Громадянська партія (C's) | 0,3 %   | 0 %     |
| Інші | 1,4 %   | 2 %     |

У муніципальних виборах у 2007 р. взяло участь 363 особи (у 2003 р. — 378 осіб). Голоси за політичні сили розподілилися таким чином:
| \| Муніципальні вибори \| Муніципальні вибори \| Муніципальні вибори \| \| Рік \| 2007 р. \| 2003 р. \| \| -------------------------------------- \| ------------------- \| ------------------- \| \| Конвергенція та Єднання (CiU) \| 39,7 % \| 43,7 % \| \| Соціалістична партія Каталонії (PSC) \| 23,1 % \| 22 % \| \| Народна партія (PP) \| 0 % \| 0 % \| \| Ініціатива за зелену Каталонію (IC) \| 0 % \| 0 % \| \| Республіканська лівиця Каталонії (ERC) \| 25,1 % \| 20,1 % \| \| Громадянська партія (C's) \| 0 % \| 0 % \| \| Інші \| 12,1 % \| 14,3 % \| |         |         |
| Муніципальні вибори |         |         |
| Рік | 2007 р. | 2003 р. |
| Конвергенція та Єднання (CiU) | 39,7 %  | 43,7 %  |
| Соціалістична партія Каталонії (PSC) | 23,1 %  | 22 %    |
| Народна партія (PP) | 0 %     | 0 %     |
| Ініціатива за зелену Каталонію (IC) | 0 %     | 0 %     |
| Республіканська лівиця Каталонії (ERC) | 25,1 %  | 20,1 %  |
| Громадянська партія (C's) | 0 %     | 0 %     |
| Інші | 12,1 %  | 14,3 %  |